# ديڤا

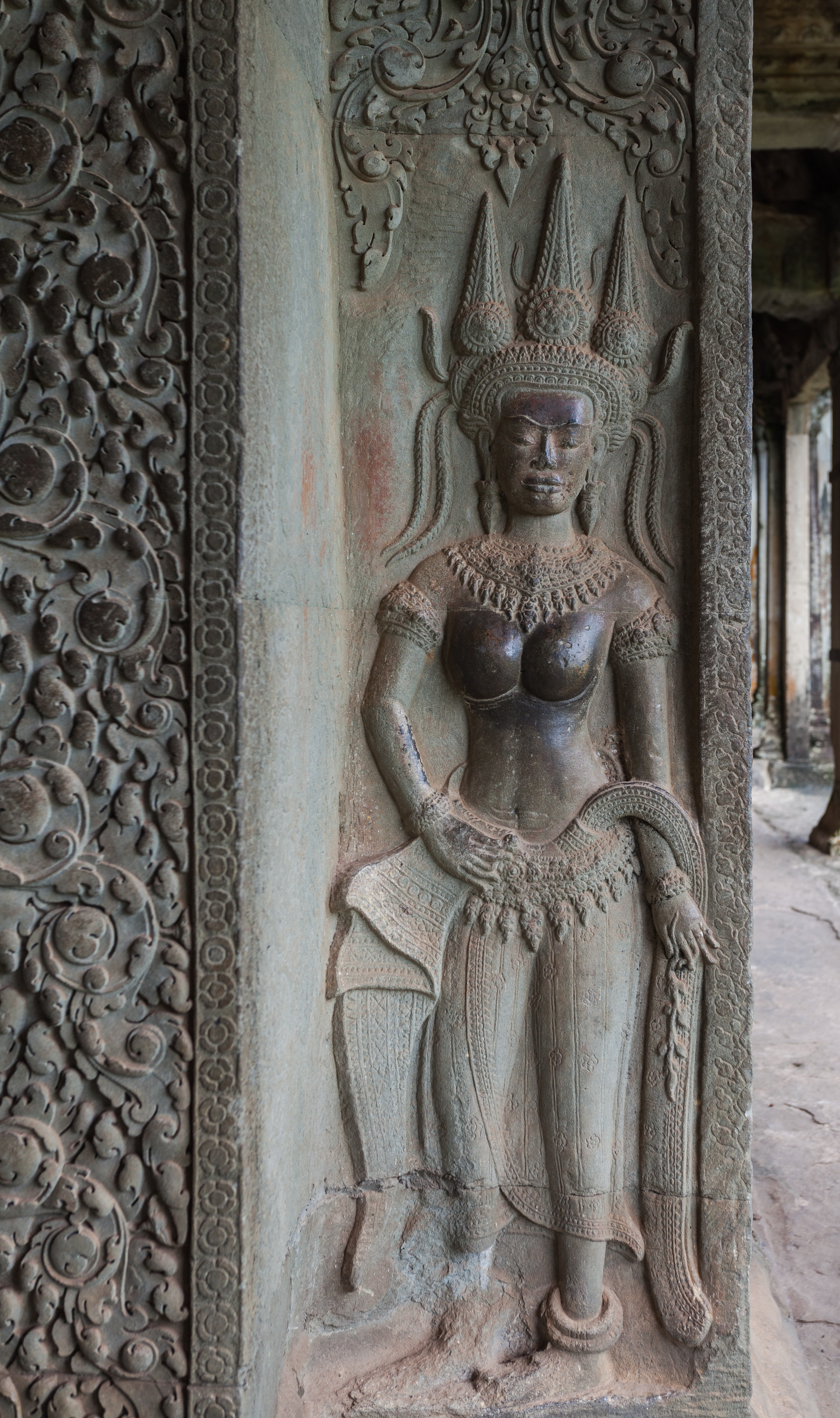
تمثل ديڤا في معبد أنغكور وات كمبوديا

ديڤا (بالسنسكريتية: देव) يعني «سماوي، إلهي، أي شيء من التميز»، وهو أيضًا أحد مصطلحات الآلهة في الهندوسية. تُعتبر كلمة ديفا مصطلح ذكوري، والمكافئ الأنثوي هو ديفي.
كانت جميع الكائنات الخارقة للطبيعة في الأدبيات الفيدية المبكرة، تدعى ديفات وأسورات. تطورت المفاهيم والأساطير في الأدب الهندي القديم، وبحلول الفترة الفيدية المتأخرة، أصبح يُشار إلى الكائنات الخارقة الخيرة باسم ديفا-أسورات. وفي النصوص ما بعد الفيدية، مثل البورانات والإيتيهاسات الهندوسية، أصبح الديفات يمثلون الخير، والأسورات يمثلون الشر. في بعض أدبيات العصور الوسطى الهندية، أصبح يُشار إلى ديفات أيضًا باسم سورات وتناقضوا مع إخوتهم غير الأشقاء الأقوياء ولكن الحقودين، المشار إليهم باسم أسورات.
يُعد الديفات، بالإضافة إلى الأسورات، والياكشات (أرواح الطبيعية) والراكشات (الغيلان الشنيعة)، جزء من الأساطير الهندية، ويظهر الديفات في العديد من النظريات الكونية الهندوسية.

## الأُبانيشاد
تذكر أقدم الأُبانيشاد الديفات، وصراعهم مع الأسورات. يذكر أبانيشاد كوشيتكي، مثلًا، في الكتاب 4 أن «إندرا كان أضعف من الأسورات عندما لم يكن يعرف الأتمان الخاص به (الروح، الذات). وبمجرد امتلاك إندرا لمعرفة-الذات، يصبح مستقلًا وذو سيادة وينتصر على الأسورات»؛ وبالمثل، يذكر أبانيشاد كوشيتكي، «يحصل الرجل الذي يعرف نفسه الداخلية على الاستقلال والسيادة ولا يتأثر بأي شر».
يصف أبانيشاد شاندوغيا، في الفصل 1.2، المعركة بين ديفات وأسورات على قوى حسية مختلفة. تفشل هذه المعركة بين الخير والشر في تقديم منتصر وتتجلى ببساطة في الكون المدرك، كمناظر جيدة أو سيئة تشاهدها الكائنات، وكلمات طيبة أو سيئة يتبادلها الناس، وكرائحة طيبة أو سيئة للطبيعة، وكمشاعر خيرة أو شريرة مُختبرة وكأفكار خيرة أو شريرة داخل كل شخص. وأخيرًا، وكما يؤكد أبانيشاد شاندوغيا، تستهدف معركة ديفا- أسورا الروح، إذ يفشل الأسورات وينجح الديفات، لأن قوة الروح هادئة وخيرة بطبيعتها.
يصف الفصل 3.5.2 من أبانيشاد بريهادارانيكا الديفات والرجال والأسورات بأنهم أبناء الأب البدائي برجاباتي. يطلب كل منهم درسًا حول الأخلاقيات. فيطلب برجاباتي من ديفات الإلتزام بفضلية الاعتدال (ضبط النفس، داما)، ومن الرجال الإلتزام بفضيلة الإحسان (دانا)، ومن الأسورات الإلتزام بفضلية الرحمة (دايا). في نهاية الفصل، تعلن الأبانيشاد أن هذه الفضائل الثلاث هي فضائل أساسية يجب على الديفات والرجال والأسورات الإلتزام بها دائمًا.
ذكر علماء العصور الوسطى الهنود، في الباشيا (مراجعة وتعليقات) الخاصة بهم على الأبانيشاد، أن عرض ديفات وأسورات في الأوبنشاد يُعد عرض رمزي، ويمثل الخير والشر الذي يكمن ويكافح داخل كل إنسان. أكد آدي شانكارا، مثلًا، في تعليقه على أبانيشاد بريهادارانيكا أن الديفا يمثل الإنسان الذي يسعى إلى القداسة والروحية، بينما يمثل أسورا الإنسان الذي يسعى إلى التجاوزات الدنيوية. يذكر إيدلمان وغيره من علماء العصر الحديث أيضًا أن الحوار بين الديفات والأسورات في أبانيشاد يُعتبر شكل من أشكال الرمزية.
في النصوص الأبانيشادية الأولية اللاحقة، يتحاور ديفات وأسورات ويسعيان وراء المعرفة لأغراض مختلفة. يذهبان في إحدى المرات، مثلًا، إلى أباهما برجاباتي، لفهم ما هو «الذات» (أتمان، الروح) وكيف يمكنهما إدراكه. فيكون الجواب الأول الذي يقدمه برجاباتي هو التبسيط، يقبله أسورات ويغادر معه، لكن ديفات، بإشراف إندرا، لا يقبل به ويسأل، لأن إندرا يكتشف أنه لم يستوعب أهميته الكاملة والجواب المعطى ذو تناقضات عديدة. يقول إيدلمان إن هذه الرمزية المضمنة في الأُبانيشاد هي تذكير بأنه يجب على المرء أن يصارع الأفكار المقدمة، وبأن التعلم هو منهج، وأن الطبيعة ديفا تظهر بالاجتهاد.

## البورانات والإيتيهاسات
يمثل الديفات الخير، والأسورات الشر في البورانات والإيتيهاسات مع البهاغافاد غيتا المضمنة. ووفقًا للبهاغافاد غيتا (16.6-16.7)، تملك جميع الكائنات في الكون كلًا من الصفات الإلهية (daivi sampad) والصفات الشيطانية (asuri sampad) داخل كل منها. يقول الفصل السادس عشر من البهاغافاد غيتا إن القديسين النقيين الذين يشبهون الآلهة نادرون، وأن الشر النقي الشيطاني نادر بين البشر، وأن معظم البشرية متعددة الصفات مع بعض أو الكثير من الأخطاء. ووفقًا جانين فاولر، تذكر غيتا أن الرغبات، والنفور، والجشع، والحاجات، والعواطف بأشكالها المختلفة «هي جوانب الحياة العادية»، ولكن عندما تتحول الشهوة، والكراهية، والتوق، والغطرسة، والغرور، والغضب، والقسوة، والنفاق، والعنف، والميل نحو الوحشية وغيرها من الأمور السلبية والدمار، تتحول الميول البشرية الطبيعية إلى شيء شيطاني (أسورا).